# Ellsworth, Kansas
Ellsworth är en ort i Ellsworth County i delstaten Kansas, USA. Ellsworth är administrativ huvudort (county seat) i Ellsworth County. 